# Мохер

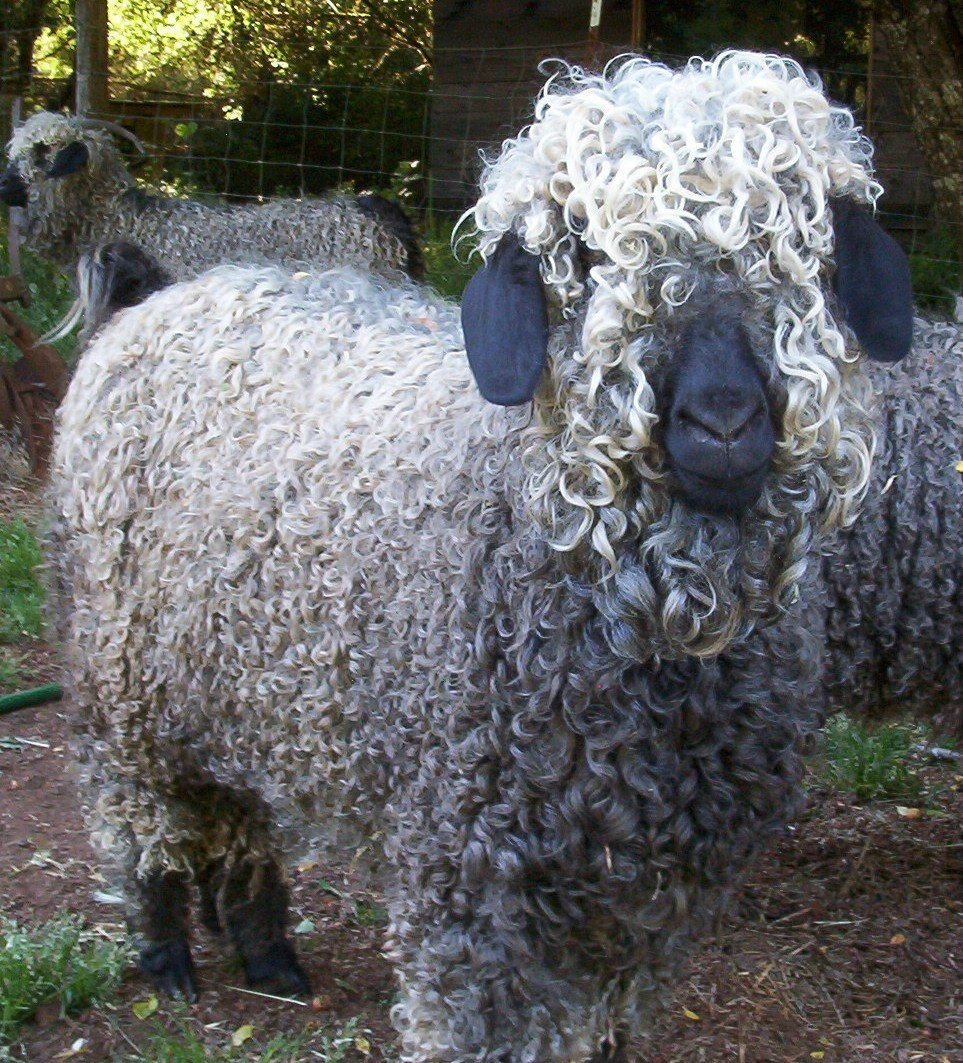
Ангорская коза

Мохе́р (анго́ра, араб. مخير, мухир‎) — пряжа из шерсти ангорской козы. Из-за особенностей строения козьего волоса в пряжу добавляют другие волокна, например овечью шерсть или акриловое волокно. Мохер отличается прочностью, упругостью и красивым блеском, из-за которого его иногда называют «Алмазным волокном». Мохер исключительно хорошо поддаётся окраске. Ткань из мохера очень тепла зимой, так как имеет отличные изоляционные свойства, и прохладна летом из-за способности впитывать влагу. Мохер прочен, эластичен, огнестоек и не мнётся, поэтому, подобно кашемиру, ангоре и шелку, считается высококачественным волокном и, как правило, дороже, чем овечья шерсть. Содержание шерсти ангорской козы в ткани, по нынешним правилам, не может превышать 83 %.

## История

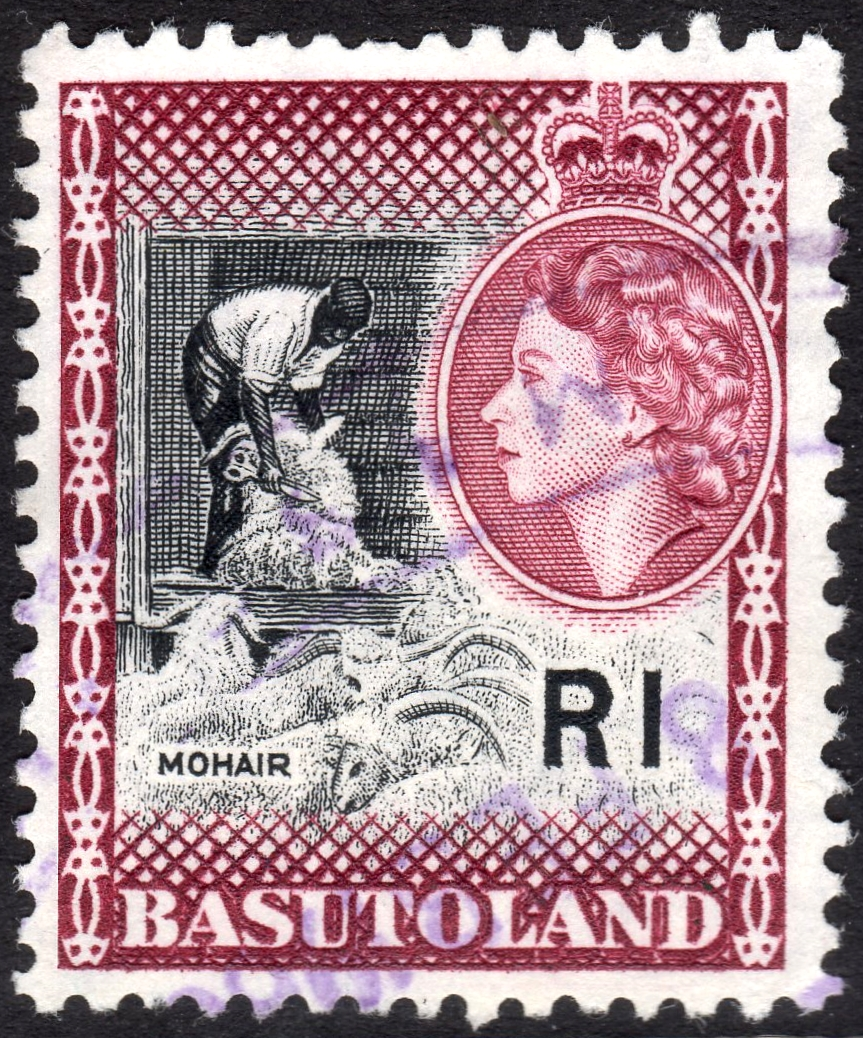
Мохер на марке Лесото

Родиной ангорских коз считается турецкая провинция Ангора, откуда они и получили своё название. Поэтому иногда мохер называют анго́рой, изначально, до популярности кроличьей шерсти, которая так и называлась. Долгое время существовал запрет на вывоз из Турции как самих коз, так и их шерсти. Только в начале девятнадцатого века европейцы стали вывозить из страны ангорских коз и ткани из их шерсти.
В Южной Африке производство мохера из шерсти завезенных туда из Турции коз началось в 1938 году. В США — в 1849, преимущественно в Техасе. В обоих регионах производство мохера стало важной отраслью.

## Свойства и использование
Мохер достаточно прочен, лёгок, хорошо сохраняет тепло.
Мохер используется для производства одежды (в том числе свитеров, костюмов, пальто, платьев, шарфов, носков), мягких игрушек и предметов быта (например, волос для кукол, покрывал, обивочного материала, штор, ковров, пледов).